# Maria Vlier
Maria Louisa Elisabeth Vlier (Paramaribo, 19 maart 1828 – Paramaribo, 8 juni 1908) was een 'vrije zwarte' Surinaamse onderwijzeres en de schrijfster van het eerste schoolboek over Suriname. 
Maria Vlier was een dochter van Nicolaas Gerrit Vlier (1801-1852), jurist, politiecommissaris en plantage-eigenaar, en Anna Elisabeth Heuland (1798-ca.1887). Maria Vlier bleef ongehuwd. Maria’s eigen moeder was als slavin geboren en werd pas in 1816 vrijgemaakt, haar overgrootmoeder van vaders zijde was eveneens als slavin geboren en had nog met haar eigenaar in Nederland gewoond. 

## Opleiding
Maria Vlier bezocht de school van mejuffrouw J.C. Jonas, een in slavernij geboren zwarte onderwijzeres die van haar eigenaresse in Nederland een goede opleiding gekregen had en als vrije inwoonster van Paramaribo, haar eigen school was begonnen. De school was voor kinderen uit alle lagen en alle kleuren van de bevolking. In 1844 vertrok Maria samen met haar vader naar Nederland om een opleiding te volgen. In 1848 legde ze in Paramaribo het vereiste examen voor onderwijzeres af waarna ze een meisjesschool oprichtte. Ze stond onder andere bekend om haar kennis van talen, waaronder het Volapuk. 

## Geschiedenisboek
Naast haar baan als onderwijzeres werkte Maria Vlier aan een leerboek over de geschiedenis van Suriname voor de Surinaamse jeugd. In 1863 verscheen haar Beknopte geschiedenis der kolonie Suriname bij de Amsterdamse uitgever H. de Hoogh. In haar voorwoord verantwoordt Maria Vlier haar onderwerpskeuze door te stellen dat het haar ‘meermalen leed [heeft] gedaan, kinderen van 14 en meerdere jaren de geschiedenissen van vreemde volken te hooren verhalen, terwijl zij in die van hun eigen land volstrekt onbedreven zijn, omdat de geschiedenis van Suriname, uit gebrek aan een daartoe strekkend schoolboek, niet onderwezen wordt’. Het is onbekend hoe lang Vlier aan het boek heeft gewerkt, maar uit haar voorwoord valt op te maken dat ze het in 1861 heeft geschreven. Maria Vlier schreef het boek voornamelijk om de schoolkinderen van Suriname te informeren over de geschiedenis van hun eigen land. Als inwoner van Suriname schrijft Vlier niet in negatieve zin over de koloniale overheid, dit is begrijpelijk aangezien daar toenertijd risico's aan verbonden waren. Niettemin durft Maria Vlier de slavenhandel misdadig te noemen en beschrijft ze slaven als ‘arme mensen’, met ‘arm’ in de betekenis van ‘onfortuinlijk’.
In 1881 kwam bij uitgeverij Van Doorn in Den Haag een tweede druk van het boek van Maria Vlier uit, onder de titel Geschiedenis van Suriname, voor de hoogste klasse der volksschool. De nieuwe uitgave verschilt niet veel van de eerste, maar vanzelfsprekend is in deze uitgave de afschaffing van de slavernij van 1863 in het leerboek opgenomen.

## Wereldtentoonstelling 1883
Eer voor haar werk kreeg Maria Vlier in 1883, toen zij ter gelegenheid van de eerste koloniale tentoonstelling een zilveren medaille voor haar boek won. De Internationale Koloniale en algemeene Uitvoerhandel Tentoonstelling werd op het terrein van het huidige Museumplein in Amsterdam gehouden. In een groot aantal categorieën werden prijzen uitgereikt, en Maria Vlier had de tweede druk van haar lesboek ingestuurd. De inzending wedijverde met 43 andere in de Eerste Afdeeling, Groep III: De Europeanen in de Koloniën en overheerde Gewesten en hunne betrekkingen tot den Inlander, Klasse 14: Vestiging en Uitbreiding van het Europeesch Gezag in de Koloniën door Reizen, Veroveringen en Contracten; Historische Documenten. Ze was er zelf niet bij om de zilveren medaille in ontvangst te nemen.